# AEG C.V

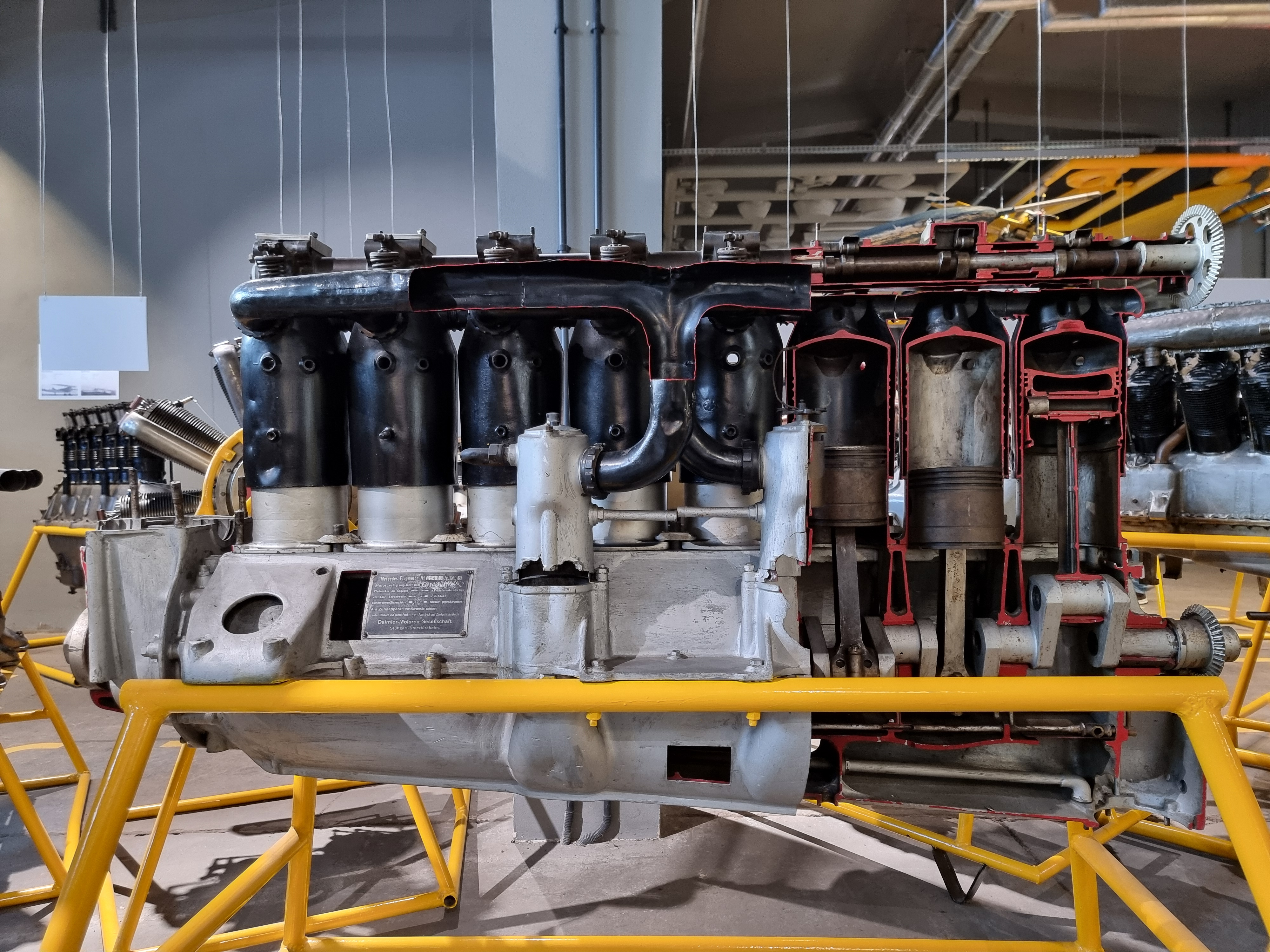
Silnik Mercedes D.IV eksponowany w MLP w Krakowie

AEG C.V – prototyp niemieckiego dwuosobowego samolotu rozpoznawczego z okresu I wojny światowej, będący modyfikacją samolotu AEG C.IV. Przeróbka polegała na zastąpieniu w pojedynczym egzemplarzu C.IV montowanego tam standardowo silnika Mercedes D.III o mocy 160 KM mocniejszym silnikiem Mercedes D.IV o mocy 220 KM. Jak się okazało, osiągi tak zmodyfikowanego samolotu były poniżej oczekiwań, a ponieważ w tym samym czasie testowano także bardziej udanego Albatrosa C.V dalszych prac nad konstrukcją nie prowadzono.